# Pavel Koltjin
Pavel Konstantinovitj Koltjin (ryska: Павел Константинович Колчин), född 9 januari 1930 i Jaroslavl, död 29 december 2010 i Otepää, Estland, var en sovjetisk (rysk) längdåkare som tävlade under 1950- och 1960-talet. Hans största merit är ett olympiskt guld på 4 x 10 km i Cortina d'Ampezzo 1956. 1963 tilldelades han Holmenkollenmedaljen som första sovjetiska manliga medborgare.